# Linia sukcesji do norweskiego tronu
Linia sukcesji do norweskiego tronu – kolejność dziedziczenia tronu królewskiego Norwegii. Obecnie pretendentami do tronu są osoby pochodzące z dynastii Glücksburg, bocznej linii Oldenburgów panującej również w Danii. Ze względu na swoje powiązania rodzinne z królową Wielkiej Brytanii, Wiktorią Hanowerską, osoby znajdujące się w linii sukcesji do norweskiego tronu, zajmują także (odległe) miejsca w linii sukcesji do brytyjskiego tronu.

## Linia sukcesji
| Lp. | Imię                          |  | Data urodzenia        | Rodzice                                                           | Stopień pokrewieństwa z panującym przodkiem |
| --- | ----------------------------- |  | --------------------- | ----------------------------------------------------------------- | ------------------------------------------- |
| 1.  | Haakon Glücksburg             |  | 20 lipca 1973 Oslo    | Harald V (ur. 1937), król Norwegii Sonja Haraldsen (ur. 1937)     | syn króla Haralda V                         |
| 2.  | Ingryda Aleksandra Glücksburg |  | 21 stycznia 2004 Oslo | Haakon Glücksburg (ur. 1973) Mette Marit Tjessem Høiby (ur. 1973) | wnuczka króla Haralda V córka Haakona       |
| 3.  | Sverre Magnus Glücksburg      |  | 3 grudnia 2005 Oslo   | Haakon Glücksburg (ur. 1973) Mette Marit Tjessem Høiby (ur. 1973) | wnuk króla Haralda V syn Haakona            |
| 4.  | Marta Ludwika Glücksburg      |  | 22 września 1971 Oslo | Harald V (ur. 1937), król Norwegii Sonja Haraldsen (ur. 1937)     | córka króla Haralda V                       |
| 5.  | Maud Angelica Behn            |  | 29 kwietnia 2003 Oslo | Marta Ludwika Glücksburg (ur. 1973) Ari Behn (ur. 1972)           | wnuczka króla Haralda V córka Marty Ludwiki |
| 6.  | Leah Isadora Behn             |  | 8 kwietnia 2005 Oslo  | Marta Ludwika Glücksburg (ur. 1973) Ari Behn (ur. 1972)           | wnuczka króla Haralda V córka Marty Ludwiki |
| 7.  | Emma Tallulah Behn            |  | 29 września 2008 Oslo | Marta Ludwika Glücksburg (ur. 1973) Ari Behn (ur. 1972)           | wnuczka króla Haralda V córka Marty Ludwiki |